# تسيفن
تسيفن (بالألمانية: Zeven) هي مدينة وبلدة ألمانية تقع في سكسونيا السفلى في ألمانيا. يقدر عدد سكانها بـ 12,763 نسمة.

## أعلام
- فلورنسا جوين
- فيليب بارغفريدي